# Lego Speed Champions
Lego Speed Champions es una serie de LEGO inspirada en la temática del automovilismo lanzada por primera vez en 2015. La serie presentaba en su lanzamiento oficial modelos de Ferrari, McLaren y Porsche. Posteriormente, la serie agregó las marcas Audi, Bugatti, Chevrolet, Dodge, Ford, Jaguar, Lamborghini y Nissan. Es la tercera serie de Lego más popular después de Lego City y Star Wars, y se ha adaptado a los videojuegos a través de una expansión en 2019 para el videojuego de carreras Forza Horizon 4.

## Historia
En 2015, la serie comenzó con los tres coches deportivos más característicos de la época, el Ferrari LaFerrari, el McLaren P1 y el Porsche 918 Spyder. También incluyó coches de Fórmula 1 de McLaren y Ferrari, además de coches de competición como el Porsche 911 GT3.
En 2016 se introdujeron coches míticos como el Ford Mustang, el Chevrolet Corvette y el Camaro. También incluía el Ford Modelo A y el Ferrari F-150 Raptor, así como coches de carreras de Audi y Porsche.
En el año 2017, Speed Champions regresó a los coches de Fórmula 1 con el modelo de Fórmula 1 de Ferrari y el Mercedes AMG Petronas team, campeón de ese año.
En 2018, el tema regresó con cinco nuevos sets con coches de las marcas Ferrari y Porsche Race, incluido el coche que consiguió el récord de vuelta en el circuito de Nurburgring, el Porsche 919 Hybrid. La línea también incluía vehículos más clásicos como un Ford Mustang de 1967. El conjunto más grande para este año incluyó coches de carreras Ferrari, y también el Ferrari 250 GTO, famosa propiedad de Nick Mason de Pink Floyd, quien a menudo se ve conduciendo su coche en el Goodwood Festival of Speed.
El coche más popular presentado fue el McLaren P1, lanzado en 2015.
El tema tiene como objetivo tomar elementos LEGO estándar y crear versiones integradas de coches de carreras y superdeportivos icónicos y exóticos. Estos están construidos con un formato llamado "ancho 6", nunca usado previamente por los coches de LEGO, que se usó para diferenciar éstos coches con respecto a los de otras líneas como LEGO CITY, agregando más detalles a los coches.
En la exposición de videojuegos E3 2019 se anunció que el Grupo Lego se había asociado con Playground Games para añadir una nueva expansión del juego Forza Horizon 4 con varios coches y edificios hechos con bloques de Lego. El paquete de expansión fue lanzado en junio de 2019.
A finales de 2019, El Grupo Lego anunció que todos los sets de la serie Speed Champions de 2020 se ampliarían de tamaño a 8 pulgadas de ancho. Los sets 2020 incluyen un Lamborghini Huracán Super Trofeo y un Nissan GTR Nismo. Los precios también aumentaron con el cambio de escala.